# Elizarovskaja
Elizarovskaja (in russo:Елизаровская) è una stazione della Linea Nevsko-Vasileostrovskaja, la Linea 3 della metropolitana di San Pietroburgo. È stata inaugurata il 21 dicembre 1970.